# قائمة وجهات الخطوط الجوية النيجيرية

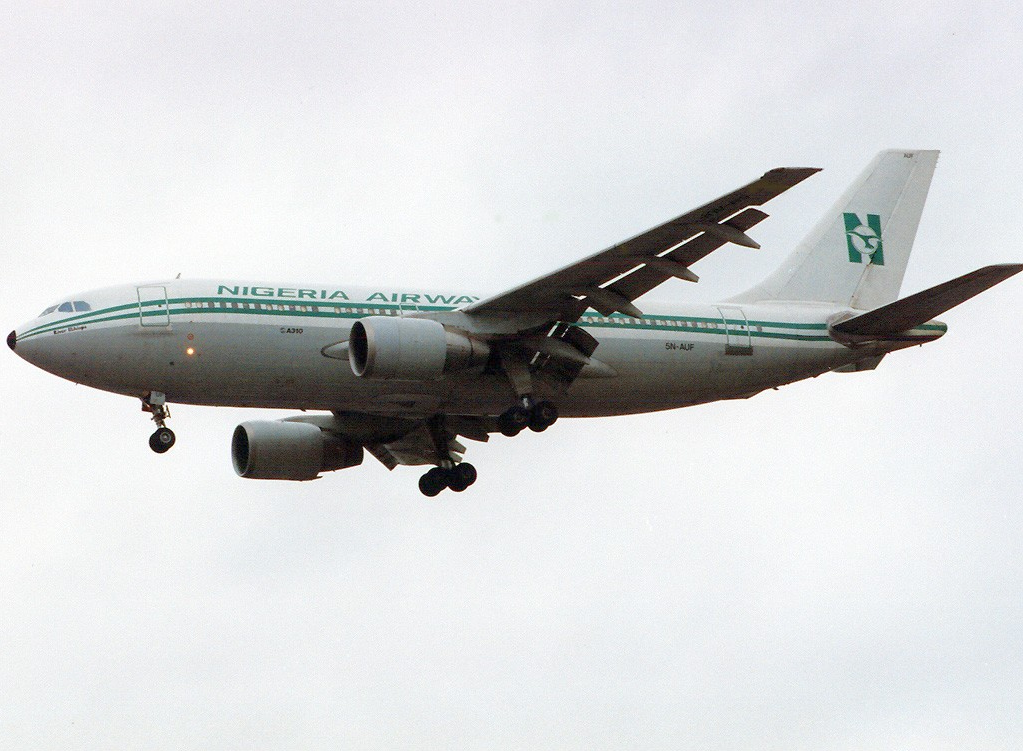
طائرة الخطوط الجوية النيجيرية إيرباص إيه 310-200 في مطار لندن هيثرو في عام 1995.

تأسست الخطوط الجوية النيجيرية في 23 أغسطس 1958.:51  وقد خلفت شركة خطوط غرب أفريقيا الجوية (WAAC) السابقة،كان اسمها في البداية خطوط غرب أفريقيا الجوية النيجيرية استحوذت الشركة على أصول والتزامات خطوط غرب أفريقيا الجوية وبدأت عملياتها في 1 أكتوبر 1958. بالتعاون مع خطوط بان أمريكان العالمية (PAA)، افتتح خط لاغوس–نيويورك في أكتوبر 1964 باستخدام طائرات دوغلاس دي سي-8 وبوينغ 707 تابعة لخطوط بان أمريكان العالمية.
غيرت خطوط غرب أفريقيا الجوية النيجيرية اسمها إلى الخطوط الجوية النيجيرية في عام 1971. وكانت شركة النقل مملوكة بالكامل لحكومة نيجيريا طوال وجودها تقريبًا. توقفت شركة الطيران عن العمل في عام 2003.

## القائمة
فيما يلي قائمة بالوجهات المنتظمة التي سافرت إليها الخطوط الجوية النيجيرية عبر تاريخها. تتضمن القائمة اسم المدينة واسم الدولة واسم المطار الذي قدمت فيه الخدمة بالإضافة إلى رمز اتحاد النقل الجوي الدولي المكون من ثلاثة أحرف (إياتا) ورمز منظمة الطيران المدني الدولي المكون من أربعة أحرف (إيكاو).
| † | محور                         |
| ‡ | مركز                         |
| # | وجهة مقدمة قبل انحلال الشركة |